# 梅肯縣 (密蘇里州)
梅肯縣（英語：Macon County）是美國密蘇里州北部的一個縣。面積2,104平方公里。根据美國2000年人口普查，共有人口15,762人。縣治梅肯 (Macon)。
成立於1837年1月6日，以代表北卡羅萊納州的眾議員、參議員的納瑟內爾·梅肯 (Nathaniel Macon)命名。